# Fuerte Reina Luisa
El Fuerte Reina Luisa, es un fuerte que se ubica a orillas del río Rahue en la ciudad Osorno, Chile; a unos 250  m de la confluencia con el río Damas (En Calle Tomás de Figueroa s/n, junto a Acceso al Puente San Pedro). Su construcción se remonta al período comprendido entre 1793 y 1794, y estuvo a cargo del ingeniero Manuel Olaguer Feliú.

## Nombres del fuerte

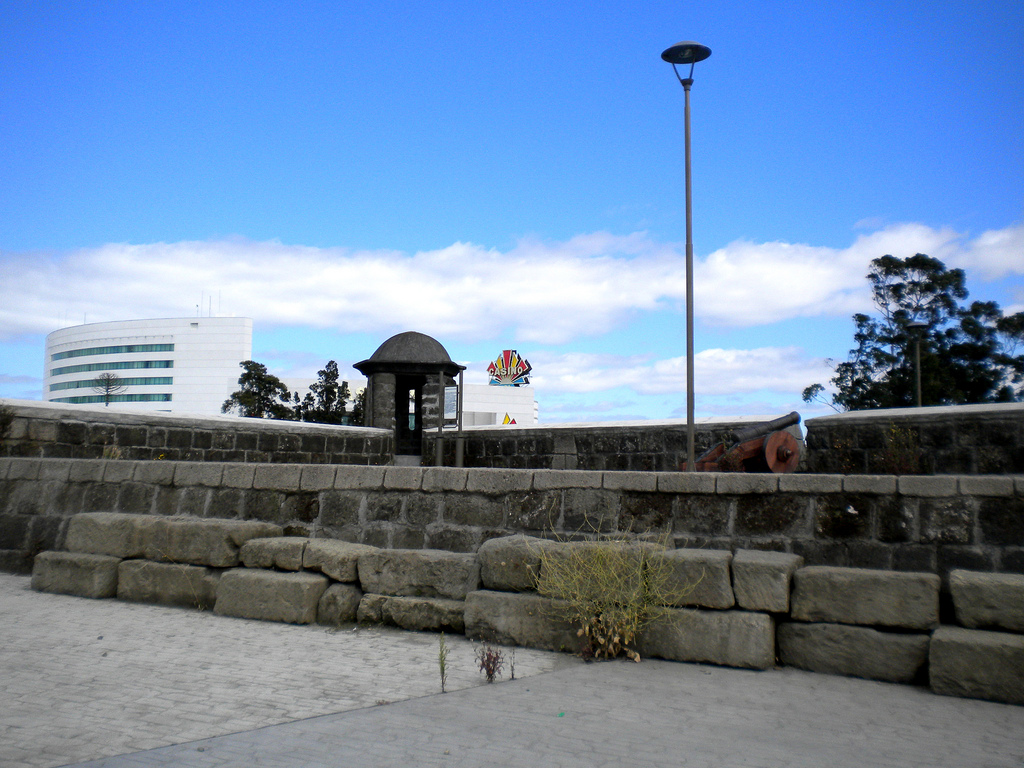
El Fuerte Reina Luisa fue construido para protección de un eventual ataque de piratas o de los Huilliches.

Su primer nombre como Fuerte San Luis se debe a que la excavación de su foso se comenzó el día de San Luis, rey de Francia (25 de agosto). Posteriormente se le conocería por Fuerte "Reina Luisa" cuyo nombre le fue dado por Ambrosio O'Higgins en honor de doña María Luisa de Parma, esposa de Carlos IV rey de España. Además el fuerte es conocido por otros nombres, tales como Fuerte Reina María Luisa, el Castillo y Fuerte Rahue.; y como Fuerte Mackenna cuando la ciudad fue tomada por el ejército independentista de Chile.

## Historia

### Creación

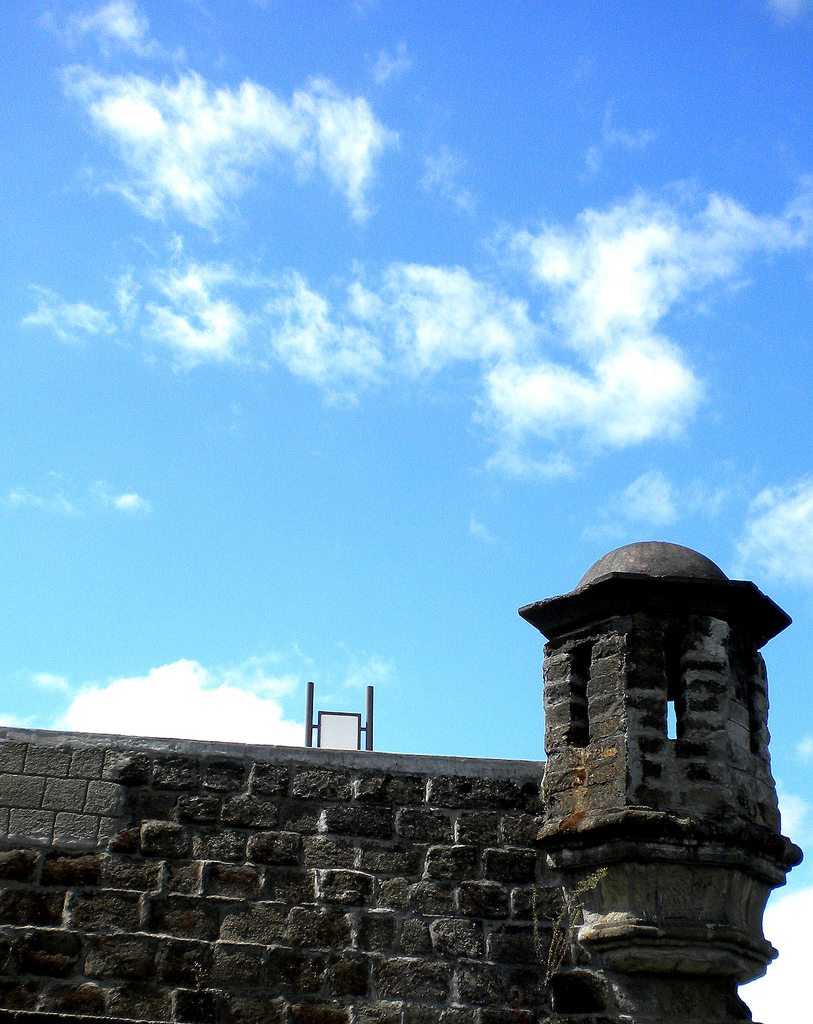
El Fuerte fue hecho de piedra cancagua de las ruinas de la antigua ciudad.

Cuando Tomás de Figueroa toma posesión de Osorno en noviembre de 1792 para comenzar su repoblación, se dispuso la construcción de un fuerte a orillas del río de las canoas (hoy Rahue) para protegerse de un eventual ataque de piratas o de los mapuches. En ese periodo se encontraba en desarrollo la Guerra de Arauco.
Así, a mediados de agosto de 1793 se establece un destacamento de 60 hombres, y como jefe del destacamento militar el subteniente Julián Pinuer Zurita. El Fuerte Reina Luisa fue diseñado y realizado bajo la dirección técnica del Capitán del Real Cuerpo de Ingenieros Manuel Olaguer Feliú, quien también fue el primer gobernador de Osorno.
En sus comienzos el fuerte fue construido con empalizadas y para construir el fuerte definitivo se extrajo piedra cancagua de las ruinas de la antigua ciudad, y se ocupó a presidiarios llevados de Valdivia. La obra quedó terminada en junio de 1794.
Entre otros residieron allí Manuel Olaguer Feliú, César Balbiani, Juan Mackenna y Ambrosio O'Higgins.

### Periodo de la Independencia de Chile
El 25 de febrero de 1820, el oficial Jorge Beauchef (exoficial napoleónico, que serviría a las fuerzas independentistas), quién junto a su tropa perseguía a los soldados realistas (que huían desde Valdivia hacia Chiloé, pasando rápidamente por Osorno); una vez llegado a Osorno, tomaría posesión del fuerte y de la ciudad, renombrando al fuerte como Fuerte Mackenna. Luego de ello el 27 de febrero de 1820 haría reconocer la bandera del estado independiente de Chile al pueblo de Osorno. Posterior a estos hechos, un ejército realista trataría de retomar la zona sur (incluido Osorno); por lo que Beauchef partiría de la ciudad a combatirlos el 3 de marzo de 1820 (en la batalla que sería conocida como el Combate de El Toro, en la actual zona de Tegualda).
Un hecho posterior a destacar es que dentro de este fuerte se gestaría la noche del miércoles 14 de noviembre de 1821 el llamado motín de Osorno que ocurriría al siguiente día (15 de noviembre de 1821), producto de que la tropa independentista creyó que eliminando a sus jefes terminarían sus penurias ocasionadas por el hambre y la miseria que sufrían en ese momento. El motín sería sofocado por Beauchef quien volvería a la zona en 1822.

## La estructura
Tenía forma triangular y estaba protegida por tres baluartes. Con una longitud de 200 m, en la parte que daba hacia el río y rodeado de fosos con agua. En el extremo nororiente se encontraba el puente levadizo, que permitía su ingreso, y que separaba la fortaleza del terreno natural por un foso de 5 varas de profundidad por ocho varas de ancho en los ángulos salientes; que en caso de alarma era anunciado por una campana (conservada en el Museo Histórico Municipal).
Poseía 5 divisiones destinada a habitaciones de oficiales y bodegas, además de una capilla y un recinto para los cuerpos de guardias, que sumaban un destacamento de 50 soldados. Reforzados por una compañía de 100 milicianos conformados por los vecinos del lugar; un puente levadizo. También albergaba una casa "empostada" que serviría como residencia a los gobernadores de Osorno.

### Reconstrucciones
Actualmente la forma original del fuerte no tiene relación con la estructura existente. En 1835 el fuerte fue destruido por un gran terremoto que azotó la zona. Con motivo del cuarto centenario de la ciudad, la colonia española residente en Osorno inició su reconstrucción. Esta reconstrucción de la estructura del fuerte fue diseñada por el arquitecto osornino Carlos Buschmann, quedando la base de la muralla que da al río Rahue como la única estructura original del fuerte.
Posteriormente en el 2007, comenzó una segunda reconstrucción, con motivo de mejoramiento del fuerte como sitio turístico.
La última remodelación tuvo un costo que bordeo los 400 millones de pesos, y consistieron en la reparación de los accesos, murallas, reposición de las piezas de artillería (cañones tipo pedrero), la remodelación de espacios interiores, un cierre perimetral y la instalación de un sistema de iluminación.
El proyecto además del rescate del Fuerte, contempló la creación de un proyecto museográfico con una Sala de Exposiciones (Sala de Exposiciones Fuerte Reina Luisa) que actualmente permite además de exposiciones relacionadas con la historia de la ciudad, igualmente el desarrollo de actividades multiuso, como otras exposiciones temporales, charlas, seminarios, talleres y eventos culturales.
Esta última reconstrucción forma parte de la remodelación urbanística del borde del río Rahue con carácter turístico, en el que se incluye o incluirá un paseo peatonal y costanera, el Nuevo Puente San Pedro (ubicado al lado del Fuerte), y el Casino Sol Osorno (ubicado al frente del Fuerte).